# Afrika-Meisterschaften im Straßenradsport 2015
Die Afrika-Meisterschaften im Straßenradsport 2015 wurden vom 9. bis 14. Februar in Wartburg in der südafrikanischen Provinz KwaZulu-Natal ausgetragen. Die Teilnehmer starteten jeweils in den Nationalmannschaften ihrer Heimatländer. Es handelte sich dabei um die zehnte Austragung dieser Meisterschaften. Drei Wochen zuvor hatte es im unweit gelegenen Pietermaritzburg die ersten afrikanischen Bahn-Meisterschaften gegeben.

## Ablauf
Die Straßenrennen in Wartburg waren in der Kategorie CC Teil der UCI Africa Tour 2015. Nachdem in den Jahren zuvor die afrikanische Radsportsaison jeweils von Oktober bis September des kommenden Jahres dauerte, wurde sie im Jahr 2014 an den globalen Kalender des Weltradsportverbandes UCI angeglichen, bei dem die Saison von Januar bis Dezember dauert. Zur Angleichung ging die Saison im Jahr zuvor von September 2013 bis Dezember 2014, damit nun auch die afrikanische Saison im Januar beginnt. Folge war, dass die Afrika-Meisterschaften, die nun künftig zu Jahresbeginn stattfinden sollen, 2014 ausfielen. Bis 2013 wurden sie gegen Jahresende ausgetragen.

## Resultate

### Männer
| Disziplin             | Platz | Land      | Athlet                                                                         |
| --------------------- | ----- | --------- | ------------------------------------------------------------------------------ |
| Straßenrennen         | 1     | Südafrika | Louis Meintjes                                                                 |
|                       | 2     | Südafrika | Jay Robert Thomson                                                             |
|                       | 3     | Südafrika | Jacques Janse van Rensburg                                                     |
| Einzelzeitfahren      | 1     | Äthiopien | Tsgabu Grmay                                                                   |
|                       | 2     | Eritrea   | Daniel Teklehaimanot                                                           |
|                       | 3     | Südafrika | Reinardt Janse van Rensburg                                                    |
| Mannschaftszeitfahren | 1     | Eritrea   | Daniel Teklehaimanot Merhawi Kudus Natnael Berhane Mekseb Debesay              |
|                       | 2     | Südafrika | Reinardt Janse van Rensburg Jay Robert Thomson Louis Meintjes Nicholas Dlamini |
|                       | 3     | Äthiopien | Getachew yonas Asbha Kbrom Hailay Giday Temesgen Buru Tsgabu Grmay             |

### Frauen
| Disziplin             | Platz | Land      | Athlet                                                            |
| --------------------- | ----- | --------- | ----------------------------------------------------------------- |
| Straßenrennen         | 1     | Südafrika | Ashleigh Moolman-Pasio                                            |
|                       | 2     | Südafrika | Lise Olivier                                                      |
|                       | 3     | Äthiopien | Hadnet Asmelash                                                   |
| Einzelzeitfahren      | 1     | Südafrika | Ashleigh Moolman-Pasio                                            |
|                       | 2     | Südafrika | Heidi Dalton                                                      |
|                       | 3     | Mauritius | Aurélie Halbwachs                                                 |
| Mannschaftszeitfahren | 1     | Südafrika | Ashleigh Moolman-Pasio Lise Oliver An-Li Pretorius Lynette Burger |
|                       | 2     | Namibia   | Michelle Vorster Irene Stey Vera Adrian                           |
|                       | 3     | Eritrea   | Wehazit Kidane Mossana Debesay Tsehainesh Fitsum Yohana Dawit     |

### Männer U23
Die Männer U23 starteten im selben Rennen wie die Elite und nahmen an deren Klassement teil, hatten aber zusätzlich ein gesondertes Klassement.
| Disziplin        | Platz | Land      | Athlet            |
| ---------------- | ----- | --------- | ----------------- |
| Straßenrennen    | 1     | Südafrika | Jayde Julius      |
|                  | 2     | Eritrea   | Merhawi Kudus     |
|                  | 3     | Äthiopien | Temesgen Buru     |
| Einzelzeitfahren | 1     | Eritrea   | Merhawi Kudus     |
|                  | 2     | Ruanda    | Valens Ndayisenga |
|                  | 3     | Algerien  | Adil Barbari      |

### Junioren
| Disziplin             | Platz | Land      | Athlet                                                   |
| --------------------- | ----- | --------- | -------------------------------------------------------- |
| Straßenrennen         | 1     | Marokko   | El Mehdi Chokri                                          |
|                       | 2     | Algerien  | Islam Mansouri                                           |
|                       | 3     | Namibia   | Brandon Plaatjies                                        |
| Einzelzeitfahren      | 1     | Südafrika | Gregory de Vink                                          |
|                       | 2     | Algerien  | Islam Mansouri                                           |
|                       | 3     | Marokko   | El Mehdi Chokri                                          |
| Mannschaftszeitfahren | 1     | Südafrika | Gregory de Vink Jarrod Hattingh Enno Swanepoel John Vlok |
|                       | 2     | Marokko   | Mohcine Elkouraji El Houçaine Sebbahi El Mehdi Chokri    |
|                       | 3     | Namibia   | Tristan de Lange Herbert Peters Brandon Plaatjies        |

### Juniorinnen
| Disziplin             | Platz | Land                               | Athlet                                                 |
| --------------------- | ----- | ---------------------------------- | ------------------------------------------------------ |
| Straßenrennen         | 1     | Simbabwe                           | Helen Mitchell                                         |
|                       | 2     | Simbabwe                           | Skye Davidson                                          |
|                       | 3     | Südafrika                          | Frances du Toit                                        |
| Einzelzeitfahren      | 1     | Südafrika                          | Frances du Toit                                        |
|                       | 2     | Südafrika                          | Lynette Benson                                         |
|                       | 3     | Simbabwe                           | Skye Davidson                                          |
| Mannschaftszeitfahren | 1     | Südafrika                          | Frances du Toit Lynette Benson Ame Venter Mandie Swart |
|                       | 2     | nicht vergeben mangels Teilnehmern | nicht vergeben mangels Teilnehmern                     |
|                       | 3     | nicht vergeben mangels Teilnehmern | nicht vergeben mangels Teilnehmern                     |

## Medaillenspiegel
| Platz  | Land      | Gold | Silber | Bronze | Gesamt |
| ------ | --------- | ---- | ------ | ------ | ------ |
| 1      | Südafrika | 9    | 5      | 3      | 17     |
| 2      | Eritrea   | 2    | 2      | 1      | 5      |
| 3      | Marokko   | 1    | 1      | 1      | 3      |
| 3      | Simbabwe  | 1    | 1      | 1      | 3      |
| 5      | Äthiopien | 1    | 0      | 3      | 4      |
| 6      | Algerien  | 0    | 2      | 1      | 3      |
| 7      | Namibia   | 0    | 1      | 2      | 3      |
| 8      | Ruanda    | 0    | 1      | 0      | 1      |
| 9      | Mauritius | 0    | 0      | 1      | 1      |
| Gesamt | Gesamt    | 14   | 13     | 13     | 40     |